# Stefan Henryk
Stefan Henryk (ur. ok. 1045, zm. 19 maja 1102 pod Ramlą) – hrabia Blois od 1089 r., uczestnik I krucjaty, najstarszy syn hrabiego Tybalda III, jedyny z jego pierwszego małżeństwa z Gersendą, córką Herberta I, hrabiego Maine.

## Życie prywatne
Między 1080 a 1084 r. poślubił Adelę z Normandii (ok. 1062 – 8 marca 1137), córkę króla Anglii Wilhelma I Zdobywcy i Matyldy, córki Baldwina V, hrabiego Flandrii. Stefan i Adela mieli razem dwanaścioro dzieci. Kolejność ich narodzin jest nieznana:
- Wilhelm (zm. 1150), hrabia Chartres, ożenił się z Agnes de Sulli, miał dzieci
- Tybald II (1092 – 8 stycznia 1152), hrabia Blois i Szampanii
- Odon, zmarł młodo
- Stefan (ok. 1096 – 25 października 1154), król Anglii
- Lucia-Mahaut (zm. 25 listopada 1120), żona Richarda d’Avranches, 2. hrabiego Chester
- Agnieszka, żona Hugona III de Puiset
- Eleonora (1104 – 1147), żona Raoula I, hrabiego Vermandois
- Alicja (zm. 1145), żona Renalda III, hrabiego de Joigni
- Lithuise (1094 – 1118), żona Milona I, pana de Montlhéry
- Henryk (1101 – 8 sierpnia 1171), biskup Winchester
- Humbert, zmarł młodo
- Filip (zm. 1100), biskup Châlons-sur-Marne

Hrabia miał również nieślubną córkę, Emmę, matkę Wilhelma, arcybiskupa Yorku.
Stefan był człowiekiem pozbawionym własnego zdania i zwykł czynić bez większego szemrania wszystko to, czego życzyła sobie żona

## Wyprawa krzyżowa
Był jednym z przywódców I wyprawy krzyżowej. Wyruszył na nią za namową żony. W drogę do Ziemi Świętej udał się w towarzystwie Roberta II, hrabiego Flandrii, i swojego szwagra, Roberta II, księcia Normandii. Stefanowi towarzyszył również Fulcher z Chartres, kronikarz krucjaty. Krzyżowcy północnofrancuscy wybrali drogę przez Półwysep Apeniński i w Bari weszli na statki, które przewiozły ich do Dyrrachium. Stamtąd krzyżowcy udali się do Konstantynopola. Tam połączyli się z innymi oddziałami krzyżowców. Stefan towarzyszył armii krzyżowej aż do Antiochii. Po kilku miesiącach oblężenia twierdzy, w obliczu marnej sytuacji krzyżowców, Stefan opuścił ich szeregi i udał się do Konstantynopola, skąd powrócił do domu (1098 r.).
Takie postępowanie nie spodobało się żonie Stefana, hrabinie Adeli, która wymogła na mężu powrót na Wschód. Stefan przyłączył się do krzyżowców włoskich, jednej z grup krzyżowców, który wyruszyli na wieść o sukcesach I krucjaty (tzw. krucjaty 1101 roku). Podczas marszu przez Anatolię krzyżowcy (którym przewodził hrabia Rajmund z Tuluzy) zdecydowali się odbić jednego liderów I krucjaty, Boemunda z Tarentu, więzionego przez emirów daniszmendydzkich. Krzyżowcy ponieśli jednak ciężką klęskę z rąk Seldżuków pod Merzifon. Stefan i Rajmund uciekli do Synopy, a później do Konstantynopola. Stamtąd popłynęli w 1102 r. na Wschód i dotarli do Tarsu, a następnie do Antiochii.
Tam zostali uwięzieni przez regenta księstwa, Tankreda, który uwolnił ich po przysiędze, że nie będą walczyć na terytoriach między Antiochią a Akką. Stefan udał się następnie do Jerozolimy, gdzie przybył w 1102 r. W tym czasie Królestwo Jerozolimskie zaatakowali Egipcjanie. Król Baldwin I ruszył naprzeciw nim z 500 rycerzami. Dołączył do nich Stefan. Frankowie zostali okrążeni przez Egipcjan w twierdzy Ramla. Królowi udało się uciec. Stefan zginął podczas walk.